# Прейд, Майкл
Майкл Дэвид Принс (англ. Michael David Prince; род. 1 апреля 1960 года), более известный по псевдониму Майкл Прейд (англ. Michael Praed) — британский актёр и певец.

## Ранние годы
Майкл Девид Принс (Майкл Прейд) родился в Англии 1 апреля 1960 года, в семье Деррика и Кей Принс. Первые годы жизни провел в Беркли с родителями и старшей сестрой Хилари. Когда Майклу исполнилось два года, отец получил работу бухгалтера в нефтяном конгломерате в Абадане, и семья переехала в Иран. Там родился младший брат Майкла — Ричард. Находясь в Иране, Майкл научился говорить на фарси, наряду с английским, и когда достиг школьного возраста, начал посещать начальную англо-американскую школу для детей английских и американских работников.
Когда Майклу исполнилось 8 лет, его семья вернулась в Англию и он поступил в частную начальную школу в Истборне. После школы 13-летний Майкл поступил в Истборнский колледж, известный своей строгой дисциплиной. Майкл ненавидел строгость дисциплины в колледже, но понимал, что это поможет развить ему самоконтроль, необходимый для поддержания профессиональной карьеры. Майкл был больше заинтересован во внешкольных мероприятиях: ему нравились многие виды спорта, также он очень любил музыку и пел в хоре школы. Он участвовал в школьных спектаклях, где наставники предложили использовать его впечатляющий тенор и актёрский талант профессионально. По окончании этого учебного заведения Майкл переехал из Истборна в Лондон, где в 1978 году он поступил в Гилдхоллскую школу музыки и театра. В Гилдхолле мастера делали упор Майкла на музыку, в частности оперу, но у Майкла были сомнения насчет своего вокального диапазона.

## Карьера

### Начало карьеры в театре
После окончания Гилдхоллской школы Майкл взял себе сценический псевдоним «Прейд» (на корнуоллском языке означает «луг»), потому что в «Капитале» (ранее известном как «Ассоциация британских актеров „Капитал“») уже был Майкл Принс.
Профессиональная карьера Майкла Прейда началась на театральных подмостках. В июле 1980 года он сыграл Иисуса в мюзикле «Годспелл» в Лестере. За этим последовала роль Тома в мюзикле Knack. К осени 1980 года Майкл перешёл в театр Nuffield в Саутгемптоне, где играл в таких пьесах, как «Буря», «Красавица и чудовище», «Слуга двух господ», «Доставь его до неба». Потом Майкл перешёл в Civic Theatre в Честерфилде. В этом театре Майк сыграл в мюзикле «Рок-Звезды» роль Габриеля. Широкую известность ему принесла роль Фредерика в спектакле «Пираты Пензанса» в 1982 году.

### Кино и телевидение
В 1984 году сыграл роль Аладдина в мюзикле «Аббакадабра», на музыку группы АBBA. Помимо работы в театре, Майкл начал сниматься на телевидении: он играл в эпизодах таких сериалов, как «Мягкое прикосновение», «Профессионалы», «Американский театр».
Писатель Ричард Карпентер и продюсер Пол Найт увидели Майкла в «Пиратах Пензаса», и решили, что у него есть все качества, которые они хотели увидеть в исполнителе роли Робин Гуда в новом телесериале. Таким образом, Прейд получил главную роль в сериале «Робин из Шервуда», и 28 апреля 1984 года пилотный эпизод сериала вышел в эфир. «Робин из Шервуда» был показан по всему миру и получил преданных поклонников в 55 странах. В США сериал получил награду Jampton в номинации «Отличник телевидения и кабельного». Майкл уехал в США после второго сезона, чтобы сыграть Д’Артаньяна на Бродвее, однако шоу было закрыто после 9 представлений.
Аарон Спеллинг пригласил Майкла в свой телесериал «Династия», где он сыграл принца Михаила Молдавского. После этого последовал фильм «Ночной полёт» по книге Джорджа Мартина. Фильм провалился в прокате из-за плохо адаптированного сценария и слабых спецэффектов. Тем не менее, Майклу хватило заработанных денег на то, чтобы построить студию звукозаписи в своём доме в Лос-Анджелесе. Следующие два года Майкл сочинял музыку, что привело к выпуску сольного альбома «Для моих друзей». В 1990 году Майкл получил роль Макса Шрека в фильме «Сын тьмы 2», а также роль Эндрю в фильме «Творческий тупик» с Морган Фэйрчайлд в главной роли.

### Поздние работы
Вернувшись обратно в Великобританию, Майкл переехал в Дублин чтобы играть в театре Tivoli. Там он играл Билли Бигеллоу в мюзикле «Карусель». Перебравшись из Ирландии в Лондон, Майкл сыграл роль Алекса Диллинема в мюзикле Эндрю Ллойда Уэббера «Аспекты любви» в театре Prince Of Wales Theatre. Одновременно с «Аспектами Любви» Майкл пготовился к своей следующей роли в телефильме «Всадники» по книге Джилли Купер. Во время съемки сериала Майкл упал, выполняя прыжок на лошади через барьер 5 футов, в результате чего он получил травму, но продолжил сниматься несмотря на боль.
Майкл вернулся на сцену театра Nottingham Playhouse, сыграв роль Мика в драме «Сторож» и роль Эвана в пьесе «Сентябрьский прилив». В 1994 году Майкл снялся в комедии «Особенности холостяцкой вечеринки» в роли Гэри, друга жениха. Затем он снялся в телесериале Crown Prosecutor в роли Марти Джеймса. Следующей ролью Майкла стала роль Отто в спектакле «Дизайн для жизни» в театре «Гилгуд».
Сыграв роль Салли в эпизоде сериала «Френч и Сондерс» (пародии на сериал «Доктор Куин, женщина-врач»), Майкл продемонстрировал свой комедийный талант. В 1996 году Майкл отправился в свой первый национальный тур по Англии, исполняя роль Тони в мюзикле «Копакобана».

## Личная жизнь
Майкл познакомился с актрисой Финолой Хьюз, когда играл в мюзикле «Аббакадабра». Вскоре пара купила дом для совместного проживания в пригороде Лос-Анджелеса. Эти отношения продлились 7 лет — с 1984 по 1991 годы.
После разрыва отношений с Финолой, урегулировав все финансовые вопросы насчет их общего дома, Майкл вернулся на родину. Вскоре он начал встречаться с Карен Ландау, с которой познакомился ещё в Америке. В ноябре 1994 года они поженились на Багамских островах. У пары родилось двое детей: сын Габриель и дочь Фрэнки. В 2009 году Майкл и Карен развелись.
Сейчас Майкл Прейд живёт в пригороде Лондона со своей женой актрисой Джозефиной Габриэль, с которой познакомился в 2007 году.

## Фильмография
| Год       |    | Русское название                  | Оригинальное название                | Роль                     |
| --------- | -- | --------------------------------- | ------------------------------------ | ------------------------ |
| 1982      | с  | Мягкое прикосновение              | The Gentle Touch                     | Роджерс                  |
| 1983      | с  | Профессионалы                     | The Professionals                    | террорист                |
| 1983      | с  | Американский театр                | American Playhouse                   | Илья Прайзал             |
| 1984—1985 | с  | Робин из Шервуда                  | Robin of Sherwood                    | Робин Гуд                |
| 1985—1986 | с  | Династия                          | Dynasty                              | Принц Михаил из Молдавии |
| 1987      | ф  | Ночной полёт                      | Nightflyers                          | Ройд Эрис                |
| 1991      | ф  | Сын тьмы 2                        | Son Of Darkness: To Die for II       | Макс Шрек / Влад Цепеш   |
| 1991      | тф | Творческий тупик                  | Writer's Block                       | Эндрю                    |
| 1993      | тф | Всадники                          | Riders                               | Джек Ловелл              |
| 1993      | с  | —                                 | Without Walls                        | Айвор Новелло            |
| 1994      | тф | Особенности холостяцкой вечеринки | Staggered                            | Гэри                     |
| 1995      | с  | —                                 | Crown Prosecutor                     | Марти Джеймс             |
| 1996      | с  | Френч и Сондерс                   | French and Saunders                  | Салли                    |
| 1998      | ф  | Этот город                        | This Town                            | Бобби Ландау             |
| 1999      | ф  | Темнота наступает                 | Darkness Falls                       | убийца                   |
| 2000      | с  | Тайные приключения Жюля Верна     | The Secret Adventures of Jules Verne | Филеас Фогг              |
| 2001      | ф  | —                                 | Enya: The Video Collection           | рыцарь                   |
| 2002      | ф  | 9 мёртвых геев                    | 9 Dead Gay Guys                      | королева                 |
| 2002—2003 | с  | Катастрофа                        | Casualty                             | Крис Мередит             |
| 2003—2006 | с  | Шкала времени                     | Timewatch                            | рассказчик               |
| 2003      | с  | Стюардессы                        | Mile High                            | Майкл Уэбб               |
| 2005      | с  | Убийства в Мидсомере              | Midsomer Murders                     | Рик Джонсон              |
| 2005      | с  | Врачи                             | Doctors                              | Джеймс Френч             |
| 2007      | тф | —                                 | Hindenburg: Titanic of the Skies     | Нельсон Моррис           |
| 2017      | с  | Никаких свиданий                  | Not Going Out                        | Майкл Лоренцо            |
| 2016—2018 | с  | Ферма Эммердейл                   | Emmerdale                            | Фрэнк Клейтон            |